# Алтхајм (Ридлинген)
Алтхајм (њем. Altheim) општина је у њемачкој савезној држави Баден-Виртемберг. Једно је од 45 општинских средишта округа Биберах. Према процјени из 2010. у општини је живјело 2.279 становника. Посједује регионалну шифру (AGS) 8426008.

## Географија
Алтхајм се налази у савезној држави Баден-Виртемберг у округу Биберах. Општина се налази на надморској висини од 541 метра. Површина општине износи 23,7 km².

## Становништво
У самом мјесту је, према процјени из 2010. године, живјело 2.279 становника. Просјечна густина становништва износи 96 становника/km².

## Међународна сарадња
| Мјесто       | Држава   | Врста сарадње | Од    |
| ------------ | -------- | ------------- | ----- |
| Маријакеменд | Мађарска | партнерство   | 2000. |
| Пехларн      | Аустрија | партнерство   | 1996. |
| Извор        |          |               |       |